# Раян Гарсія — Оскар Дуарте
Бій Раян Гарсія — Оскар Дуарте (англ. Ryan Garcia vs Oscar Duarte) — професійний боксерський поєдинок між колишнім володарем титулу WBC Interim у легкій вазі Раяном Гарсією і 20-м номером рейтингу BoxRec Оскаром Дуарте. Бій відбувся 2 грудня 2023 року в Тойота-центрі у Х'юстоні (штат Техас, США). Раян Гарсія здобув перемогу нокаутом у восьмому раунді.

## Передумови
Раян Гарсія 23–1 (19 KO) дебютував у 2016 році в Тіхуані, здолавши суперника технічним нокаутом в першому раунді. 25-річному спортсмену вдалося здобути популярність у 2019 році, коли він зміг перемогти спочатку Хосе Лопеса, та дещо згодом Ромеро Дуно. Після цього Гарсія став володарем титулу WBC Interim у легкій вазі, зупинивши Люка Кемпбелла в сьомому раунді в Американ-Ейрлайнс-центрі в Далласі. У другому раунді «Король» побував у нокдауні, проте зміг оговтатись і здобути перемогу. Кемпбелл в свою чергу вирішив завершити кар'єру після цієї поразки.
Уродженець Лос-Аламітоса так і не провів жодного захисту поясу WBC Interim, оскільки спочатку він відмовився від бою проти Хав'єра Фортуни, а потім був змушений знятися з поєдинку проти Джозефа Діаса через травму руки, через що Раяна позбавили титулу.
Гарсія повернувся на ринг після річної перерви, здобувши перемогу одностайним рішенням над Еммануелем Таго (119–108, 118–109, 119–108). Далі Раян провів бій проти Хав'єра Фортуни, здолавши домініканця нокаутом в шостому раунді, проте в наступному поєдинку його переможна серія була перервана Джервонтою Девісом.
Оскар Дуарте 26–1–1 (21 KO) дебютував у професійному боксі в 2013 році в Мехіко, здобувши перемогу технічним нокаутом. Своєї єдиної поразки у кар'єрі Оскар зазнав у 10-раундовому поєдинку проти Адріана Естрелли. Тоді американець поступився розділеним рішенням (97–93, 94–96, 92–98). Після цієї поразки Дуарте здобув 11 перемог нокаутом поспіль. Бій проти Гарсії стане для Оскара третім у 2023 році. До цього він здолав Алекса Мартіна та Д'Анжело Кіза.

## Час початку
Головна подія розпочалася о 5:00 за київським часом.

## Транслятори
Трансляція поєдинку пройшла на стрімінговому сервісі DAZN.